# Tossal de Sant Serni
El Tossal de Sant Serni és una muntanya de 1.192 metres que es troba al municipi del Pont de Suert, a la comarca catalana de l'Alta Ribagorça.